# Klaus vom Bruch
Klaus vom Bruch (Keulen, 1952) is een Duitse mediakunstenaar. Hij werkt met video sinds 1975, eerst met videobanden, maar sinds het midden van de jaren 1980, vooral met installaties.

## Leven
Vom Bruch studeerde conceptuele kunst aan het California Institute of the Arts in Valencia bij John Baldessari van 1975 tot 1976 en filosofie aan de universiteit van Keulen van 1976 tot 1980. Samen met Ulrike Rosenbach en Marcel Odenbach vormde hij in de jaren zeventig de kunstenaarsgroep ATV. In 1986 ontving hij de Dorothea von Stetten Kunstprijs. Van 1992 tot 1998 bekleedde hij een professoraat voor mediakunst aan de Hochschule für Gestaltung in Karlsruhe. Van 1999 tot 2018 was hij hoogleraar mediakunst aan de Academie voor Schone Kunsten in München. In 2000 was hij gasthoogleraar aan Columbia University in New York.
Vom Bruch werd in de jaren zeventig bekend met zijn videoband Das Schleyerband. Op de eerste dag van Hanns-Martin Schleyers ontvoering door de RAF nam hij de politieradio op. In Allied Tape (1982) monteerde hij originele beelden van de invasie van het Rijnland door Amerikaanse soldaten, en in Softiband (1980) gebruikte hij beelden van zichzelf als piloot.